# نهائي كأس فلسطين 2019
نهائي كأس فلسطين 2019: هي النسخة الخامسة لم يحدد الفائز بها بين مركز بلاطة وخدمات رفح لعبا الذهاب في ملعب رفح البلدي ولم يلعب الإياب المقرر لعبه في 4 سبتمبر والإحتلال منع خدمات رفح من اللعب.

## الفرق
| الفريق     | المنطقة       | المدينة | حضور سابق (غليظ فوز سابق) |
| ---------- | ------------- | ------- | ------------------------- |
| خدمات رفح  | قطاع غزة      | رفح     | 0                         |
| مركز بلاطة | الضفة الغربية | نابلس   | 0                         |

## التأهل للنهائي
| الفريق            | النتيجة | الدور       |
| ----------------- | ------- | ----------- |
| مؤسسة البيرة      | 2-0     | 16          |
| جبل المكبر        | 1-0     | ربع النهائي |
| هلال القدس        | 1-0     | نصف النهائي |
| مركز شباب الأمعري | 2-1     | النهائي     |

| الفريق         | النتيجة         | الدور       |
| -------------- | --------------- | ----------- |
| خدمات خانيونس  | 3-0             | 16          |
| شباب رفح       | 0-0 (ض.ج) (5-4) | ربع النهائي |
| خدمات الشاطئ   | 0-0 (ض.ج) (4-2) | نصف النهائي |
| إتحاد الشجاعية | 0-0 (ض.ج) (4-3) | النهائي     |

## المباراة
| خدمات رفح             | 1 - 1 | مركز بلاطة                      |
| --------------------- | ----- | ------------------------------- |
| معتز النحال 72 (ض.ج)' |       | خالد سالم 32' · ثائر الجبور 72' |

| خدمات رفح | مركز بلاطة |